# 일본홀리니스교회
일본홀리니스교회(일본어: 日本ホーリネス教会)는 1917년부터 1936년까지 존재했던, 일본 내 성결 운동 계열 최초의 개신교 교단이다.

## 역사
1897년(메이지 30년) 당시 일본감리교회의 전도자였던 나카다 주지(中田重治)는 미국에서 무디성서학원 재학 중에 성결을 체험했다. 그 후 일본 귀국한 나카타는 순회 전도를 했다. 1901년, 일본에 방문한 찰스 카우만, 레티 카우만 부부와 제휴하여 도쿄 간다 진보초에 중앙복음전도관(中央福音伝道館)과 이듬해 성서학원(中聖書学院)을 개설한 것이 일본홀리니스교회의 기원이다. 
후에 어니스트 길보른과 사사오 데쓰사부로(笹尾鉄三郎)도 이 운동에 가세하면서 구원과 성결의 복음 전파 및 전도자 양성에 힘썼다. 이런 복음전도관의 운동을 통해서 구원받고 성결케 되는 사람이 많아지면서, 젊은 전도자들도 속속 독립하여 각지에 전도관의 지부를 세워 1905년에는 "동양선교회"(東洋宣教会, ja)라는 조직을 만들기에 이르렀다. 1917년(다이쇼 6년), 복음전도관 전체를 아우르는 "동양선교회 일본홀리니스교회"가 세워지고, 각지의 전도관은 "교회"로 호칭이 바뀌며, 종래의 교파를 넘나드는 선교 단체에서 정식 교파로 변화되었다. 초대 감독은 나카다 주지가 취임했다.

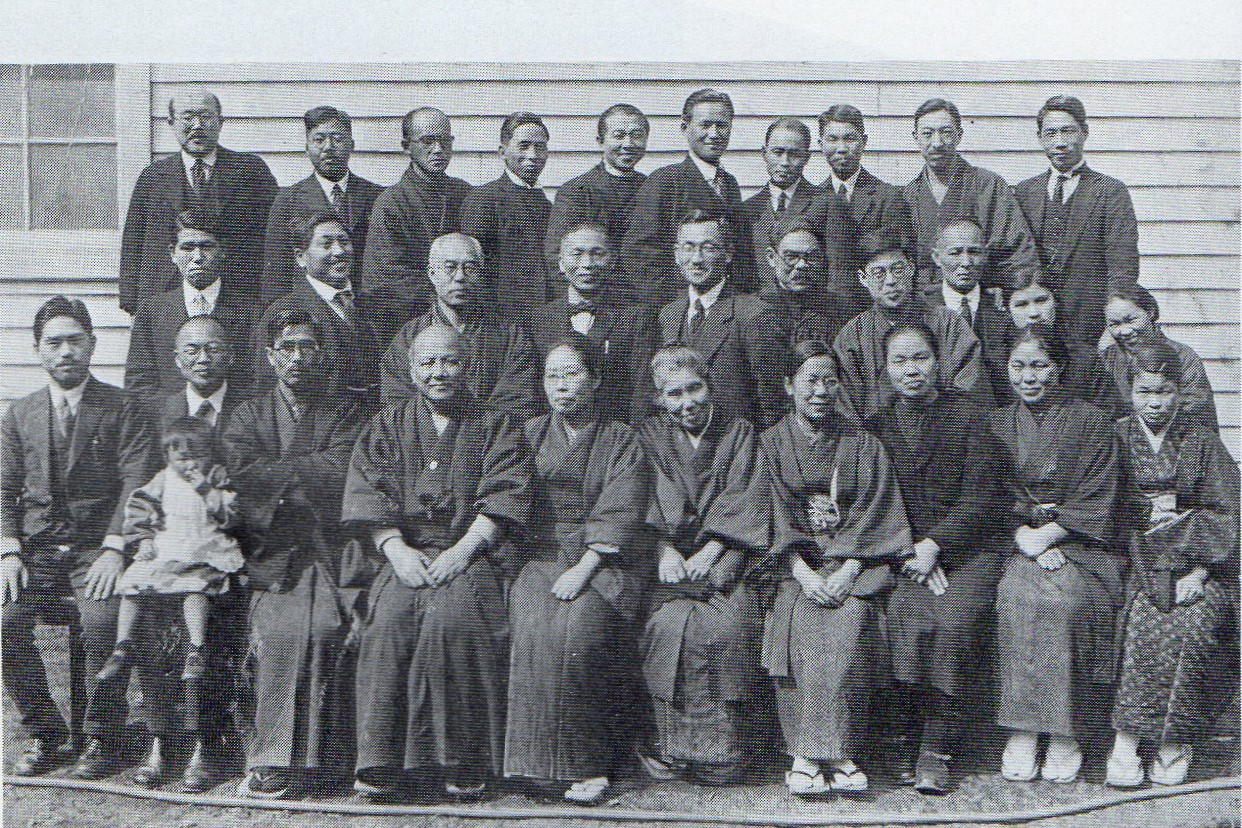
성서학원에서 개최한 일본홀리니스교회 교역자회

일본홀리니스교회는 성결 운동의 핵심 교리인 사중복음(중생, 성결, 신유, 재림)을 내세우며 세력을 넓혀, 1932년(쇼와 7년)에는 대규모 부흥회(홀리니스리바이벌)을 통해 교회 439개소, 교인 수 19,523명, 교역자 수 428명으로, 당시 일본 내 개신교회 중 5대 교파 중 하나가 됐다.
1933년, 재림신앙에 경도되며 다른 주장(일유동조론)을 하게 된 나카다와, 나카다의 주장에 신앙적으로 동의할 수 없었던 성서학원의 다섯 교수들(구루마다 아키지(車田秋次), 요네다 유타카(米田豊), 오하라 도사지(小原十三司), 쓰치야 겐이치(土屋顕一), 이치노미야 세이키치(一宮政吉))은 교단의 임시총회에서 이를 문제삼으며 해결을 도모하였으나, 이를 계기로 교단은 나카다 측과 다섯 교수의 입장을 지지하는 측으로 나뉘어 대립하게 된다.
1936년, 감독측과 위원측은 협의를 거쳐, 서로 분리되었다. 이로서 일본홀리니스교회는 소멸되고, 일본성교회(日本聖教会, 다섯 교수 측, 세이파)와 키요메교회(きよめ教会, 나카타 측, 키요메파)로 분리되었다. (홀리니스분열사건(ホーリネス分裂事件, ja)) 이 과정에서 옛 명칭인 '일본홀리니스교회'를 사용하지 않는다는 합의가 이뤄지고, 이에 나카다 감독과 구루마다 목사가 서명했다.

## 이후
1941년(쇼와 16년) 일본은 태평양전쟁에 돌입했다. 같은 해, 일본의 개신교 교단들은 정부의 압력을 받아, 일본기독교단(日本基督教団, UCCJ)을 조직했다. 일본성교회(세이파)는 교단 제6부, 키요메교회는 교단 제9부로 이에 동참했다. 1942년, 정부는 재림신앙을 이유로 홀리니스계/성결계 교회들을 박해하며, 그 결과, 홀리니스계/성결계 교회들은 해산되고 전도자들은 해직 또는 투옥되고, 심지어 칸노 에이(菅野鋭) 목사처럼 순교한 자도 있었다. (홀리니스탄압사건(ホーリネス弾圧事件, ja)) 전후 일본기독교단의 구 일본성교회 출신의 일부가 일본 홀리니스 교단을 세워 독립하며, 키요메 교회는 나가타의 사망 이후 소멸되나, 기독성협단이 그 흐름을 이어간다.

## 일본홀리니스교회 계통의 교단들
나카다 감독 측 (키요메파)
- 기독형제단(基督兄弟団, 1946년 창설)
- 기독성협단(基督聖協団, 1958년 창설)
- 동양선교회키요메그리스도교회(東洋宣教団きよめキリスト教会, 1996년 창설)

위원회 측 (세이파)
- 임마누엘종합전도단(イムマヌエル綜合伝道団, 1945년 창설)
- 일본홀리니스교단(日本ホーリネス教団, 1949년 창설)
- 일본복음교단(日本福音教団, 1953년 창설)
- 일본복음교회연합(日本福音教会連合, 1953년 창설)
- 일본성천기독교회연합(日本聖泉基督教会連合, 1969년 창설)
- 웨슬리안홀리니스교단(ウェスレアン・ホーリネス教団, 1992년 창설)

연합교회
- 홀리니스의 무리(ホーリネスの群, 일본기독교단 내 그룹, 1949년)

## 참고 문헌
- 中村敏 『日本における福音派の歴史』 いのちのことば社、2000年
- 米田勇 『中田重治伝』 中田重治伝刊行委員会、1959年

## 같이 보기
- 성결교
- 한국의 성결교회
- 동양선교회
- 경성성서학원
- 도쿄 성서학원
- 기독교대한성결교회
- 예수교대한성결교회
- 대한기독교나사렛성결회
- 기독교대만성교회
- 나카다 주지 목사